# Anthurium affine
Anthurium affine — многолетнее травянистое вечнозелёное растение, вид рода Антуриум (Anthurium) семейства Ароидные, или Аронниковые (Araceae).

## Ботаническое описание
Наземные растения.
Стебель короткий, 1,5—4 см в диаметре.
Корни умеренно многочисленные, от свешивающихся до раскидистых, зелёные, от гладких до опушённых, толстые, умеренно длинные, 3—8 мм в диаметре.

### Листья
Катафиллы полукожистые, широколанцетовидные, 6—20 см длиной, от заострённых до узкоокруглённых и заметно остроконечных на вершине, бледно-зелёные, в высохшем виде коричневые, сохраняются полуповреждёнными, но в конечном счёте разрываются на грубые линейные волокна.
Листья от прямостоячих до раскидистых. Черешки 5—28 см длиной, 7—16 мм в диаметре, от U-формы до квадратных в поперечном сечении, мелко и заметно желобчатые, иногда со средним ребром сверху, с заметно и резко приподнятыми краями, обычно с (1)3—5 рёбрами или иногда округлые снизу. Коленце толще и немного бледнее черешка, расщепляющееся поперёк с возрастом, 1—2,5 см длиной.
Листовые пластинки обычно умеренно кожистые, от овальных до обратноланцетовидных и более-менее эллиптических, от тупых до короткозаострённых и округлённых на вершине, от острых до тупых и округлённых и слегка сердцевидных в основании, 33—95 см длиной, 10,5—32 см шириной, наиболее широкие посередине или рядом с серединой, с заметно волнистыми краями, тёмно-зелёные, сверху от матовых до полуглянцевых, снизу глянцевые и более бледные, в высохшем виде от коричнево-зелёных до жёлто-зелёных.
Центральная Жилка плоская и с одним ребром у основания, становится тупой при направлении к вершине, немного бледнее поверхности листовой пластинки сверху, толще, чем шире и с двумя —тремя рёбрами у основания снизу; первичные боковые жилки по 7—14 с каждой стороны, отклонённые от центральной жилки под углом 40°—60°, немного дугообразные к краю, заметно выпуклые снизу и сверху; третичные жилки от утопленных до слабо утопленных сверху, немного выпуклые и более тёмные, чем поверхность листовой пластинки снизу; покрывающие сетчатым узором листовую пластинку жилки становятся невидимыми в высушенном виде; общая жилка соединят жилки у вершины либо отсутствует, если видима, то менее заметна, чем первичные боковые жилки.

### Соцветие и цветки
Соцветие вертикальное, несколько короче наиболее высоких листьев. Цветоножка 31—78 см длиной, 4—15 мм в диаметре, в 2—9 раз длиннее черешков, зелёная или зелёная с пурпуровым оттенком на вершине, полуцилиндрическая. Покрывало от согнутого до скрученного, умеренно толстое, от зелёного до зелёного с пурпуровым оттенком, от овального до широколанцетовидного, (3,5)5—10 см длиной, 1,7—7,5 см шириной, на вершине заострённое, в основании острое и обычно нисходящее до (1)3—6 см; ножка 0,5—5 см длиной, 6—18 мм в диаметре, от бледно-зелёной до пурпуровой.
Початок от коричнево-зелёного до желтоватого, от цилиндрического до булавовидного, от полусидячего до сидящего на длинной ножке, вертикальный, прямой, 4,5—17 см длиной, 5—15 мм в диаметре у основания, 6—10 мм в диаметре у вершины, наиболее широкий в середине или около вершины. Цветки располагаются в более-менее квадратных структурах, 1,6—2,2 мм в обоих направлениях, стороны от прямых до сигмоидальных; 7—14 цветков, видимые в основной спирали, 4—10 — в дополнительной. Лепестки слегка шероховатые, бледнопятнистые в высушенном виде; боковые лепестки 0,7—1,0 мм шириной, внешние края двухсторонние, внутренние — от выпуклых до округлённых; тычинки появляющиеся в правильной последовательности из основания, полупрямые, располагаются в тесной группе выше пестика, изгибаясь над ним; нити белые, плоские, 0,7—1,0 мм длиной, 0,6—0,7 мм шириной; пыльники 0,5—0,7 мм длиной, 0,7—0,8 мм шириной; теки несколько разветвлённые, кремовые.

### Плоды
Соплодие вертикальное, около 2,5 см в диаметре, включая вытолкнутые ягоды. Плоды — ягоды, от красных до пурпурово-каштановых или пурпурово-каштановых на вершине и красных ниже, в основании беловатые, от обратнояйцевидных до продолговато-эллипсоидных, на вершине усечённые, 4—7 мм в диаметре, 7—13 мм длиной.
Семена обратноланцетовидные, 2—3 мм в диаметре, 5—8 мм длиной.

## Распространение
Встречается в Бразилии.
Растёт в предгорных сырых лесах, на высоте от уровня моря до 1300 м над уровнем моря.